# Pustertaler Bergkäse
Il Pustertaler Bergkäse (dal tedesco "formaggio di montagna della Val Pusteria") è un formaggio prodotto in Val Pusteria, nel Trentino-Alto Adige.

## Caratteristiche
Il Pustertaler Bergkäse è un formaggio a pasta morbida ed elastica che presenta un sapore dolce, molto aromatico e con un sentore di noce. Questo formaggio viene prodotto utilizzando il latte della razza bovina Pustertaler e viene fatto stagionare per un periodo di 60/80 giorni. Le forme sono tonde, pesano 9 chilogrammi e hanno crosta rossa. La crosta è morbida ed elastica e ha una colorazione paglierina. Pur essendo un formaggio da tavola, anche ottimale da gustare con il vino rosso, il Pusterstaler Bergkäse si presta bene come condimento per piatti invernali come la polenta.